# Nóżki kopulacyjne
Nóżki kopulacyjne – gonopody występujące u krocionogów, z wyjątkiem obejmujących strzępnice Penicillata.
Nóżki kopulacyjne są zmodyfikowanymi odnóżami krocznymi. U węzławców jest to przednia para siódmego segmentu, u krocionogów właściwych obie pary siódmego segmentu, a u Chordeumatida także tylna para segmentu szóstego i przednia ósmego.
Rolą nóżek kopulacyjnych jest przechowywanie i przekazywanie spermy, podrażnianie samicy i przytrzymywanie jej wulw w czasie kopulacji.